# Црква Светог Кнеза Лазара у Кошу
Црква Светог Кнеза Лазара се налазила у Кошу, насељеном месту на територији општине Исток, на Косову и Метохији. Припадала је Епархији рашко-призренске Српске православне цркве.
Црква са звоником посвећена Видовдану и Светом кнезу Лазару подигнута је 1969. године на брегу усред села са леве стране реке Кујавче и дванаест километара југоисточно од Истока. Село се помиње у Светостефанској хрисовуљи краља Милутина 1314. године. У Девичком катастиху од 1761. до 1780. помињу се дародавци Срби Кошани.

## Разарање цркве 1999. године
На старом гробљу камене крстаче и надгробне плоче су поломљене од стране албанских екстремиста, врата су разваљена и унутрашњост цркве је демолирана, након доласка италијанских снага КФОР-а.